# تثبيت الهدف
تثبيت الهدف هي عملية يركز من خلالها الدماغ باهتمام شديد على كائن تتم ملاحظته لدرجة أن الوعي بالعقبات أو المخاطر الأخرى قد يتضاءل. وكذلك، في السيناريوهات المتعلقة بالتجنب، يمكن أن يركز الملاحظ بشدة على الهدف لدرجة نسيان اتخاذ الإجراءات اللازمة لتجنبه، وبالتالي يحدث التصادم مع الشيء.
وهذا الأمر شائع بين سائقي الدراجات النارية والدراجات الهوائية الجبلية. فيميل سائق الدراجة النارية أو الدراجة الهوائية للاتجاه إلى المكان الذي ينظر إليه السائق، فإذا كان السائق يركز بشدة على عقبة ما، يمكن أن تصطدم الدراجة بهذا الشيء، ببساطة بسبب تركيز السائق الشديد على هذا الشيء، حتى لو كان السائق يحاول في الظاهر تجنب هذا الشيء.
وقد تم استخدام مصطلح تثبيت الهدف في تدريبات طياري المقاتلات القاذفة لوصف الطيارين الذين يحلقون إلى أهدافهم أثناء التمشيط أو الطلعات التفجيرية.